# Герб комуни Сульна
Герб комуни Сульна (швед. Solna kommunvapen) — символ шведської адміністративно-територіальної одиниці місцевого самоврядування комуни Сульна.

## Історія
Місто Сульна отримало цей герб королівським затвердженням 1940 року. Як герб комуни його зареєстровано 1974 року. 
Після адміністративно-територіальної реформи, проведеної в Швеції на початку 1970-х років, муніципальні герби стали використовуватися лишень комунами. Тому тепер цей герб представляє комуну Сульна, а не місто, яке зрештою втратило свій статус.

## Опис (блазон)
У синьому полі золоте сонце.

## Зміст
Сонце є номінальним символом, оскільки вказує на первісну назву Сульни як Solnö (Solön).